# Lucy Akhurst
Lucy Akhurst-Webster (* 18. November 1975 in London) ist eine britische Schauspielerin, Regisseurin und Filmproduzentin.

## Leben
Lucy Akhurst wurde in London geboren und verbrachte hier ihre ersten Lebensjahre. Später verzog sie mit ihrer Familie in den Nordwesten Englands. Nach Beendigung der Schulzeit besuchte sie kurzzeitig eine Schauspielschule. 1994 entdeckte sie die BBC für eine tragende Rolle in der Fernsehserie All Quiet on the Preston Front. Lucy Akhurst ist seit dieser Zeit ständig in Fernsehproduktionen zu sehen. In dem mit mehreren Auszeichnungen prämierten Kurzfilm Every Seven Years aus dem Jahr 2004 trat sie als Drehbuchautorin, Produzentin und Darstellerin in Erscheinung. Im 2009 von Lucy Akhurst produzierten Film Morris: A Life with Bells On führte sie erstmals auch Regie.

## Filmografie (Auswahl)
- 1996 The Vanishing Man (Fernsehfilm)
- 1997 Der Mann ohne Namen (The Saint)
- 1994–1997 All Quiet on the Preston Front (Fernsehserie, 13 Episoden)
- 1998 Brombeerzeit (The Land Girls)
- 2000 Longitude – Der Längengrad (Longitude)
- 2000 Circus – Traue keinem dieser Clowns! (Circus)
- 2001 Spaced (Fernsehserie, 4 Episoden)
- 2003 Eroica – The day that changed music forever
- 2004 Every Seven Years
- 2004 Der Preis des Verbrechens (Trial & Retribution)
- 2004 Ein Zombie kommt selten allein (Shaun of the Dead)
- 2004 Monarch of the Glen (Fernsehserie, 4 Episoden)
- 2008 A Bunch of Amateurs
- 2009 Morris: A Life with Bells On
- 2009 Hustle – Unehrlich währt am längsten (Hustle) (Fernsehserie, Episode 5x03)
- 2022 A Spy Among Friends (Fernsehserie, 5 Episoden)
- 2024 Utopia